# 左氧氟沙星
左氧氟沙星（INN：levofloxacin），常见商品名可乐必妥，是一种广谱抗生素，用于治疗多种细菌感染，包括急性细菌性鼻窦炎、肺炎、幽门螺杆菌（与其他药物联合使用）、尿路感染、慢性细菌性前列腺炎和某些类型的肠胃炎。与其他抗生素联用，可用于治疗肺结核、脑膜炎或盆腔炎。通常仅在其他选项不可用时才建议使用。它可以通过口服、静脉注射和滴眼液形式使用。
常见的副作用包括恶心、腹泻和睡眠困难。严重的副作用可能包括肌腱断裂、肌腱炎症、癫痫发作、精神病和潜在的永久性周围神经损伤。治疗完成数月后可能出现肌腱损伤。人们也可能更容易晒伤。在患有重症肌无力的人中，肌肉无力和呼吸问题可能会恶化。虽然不建议在怀孕期间使用，但风险似乎很低。在母乳喂养期间使用此类中的其他药物似乎是安全的；然而，左氧氟沙星的安全性尚不清楚。左氧氟沙星是氟喹诺酮类药物的广谱抗生素。它通常会导致细菌死亡。它是药物氧氟沙星的左旋异构体。
左氧氟沙星于1985年获得专利，1996年在美国获准用于医疗用途。它在世界卫生组织基本药物标准清单中。它可作为通用名药物使用。2019年，它是美国第182种最常用的处方药，处方量超过300万张。

## 医疗用途
左氧氟沙星用于治疗感染，包括：呼吸道感染、蜂窝组织炎、尿路感染、前列腺炎、炭疽、心内膜炎、脑膜炎、盆腔炎、旅行者腹泻、肺结核和鼠疫，可口服、静脉注射和滴眼。
自2016年起，美国食品和药物管理局建议“对于有其他治疗选择的急性鼻窦炎、急性支气管炎和无并发症尿路感染患者，氟喹诺酮类抗菌药物的严重副作用通常大于其益处。对于这些情况的患者，氟喹诺酮类药物应保留给那些没有替代治疗选择的患者。”
左氧氟沙星用于治疗肺炎、尿路感染和腹部感染。自2007年起，美国传染病学会和美国胸科学会建议，当存在心脏病、肺病或肝病等共病或需要住院治疗时，左氧氟沙星和其他呼吸氟喹啉类药物作为社区获得性肺炎的一线治疗。左氧氟沙星在呼吸机相关性肺炎和医疗保健相关性肺炎的推荐治疗方案中也发挥着重要作用。
自2010年起，美国传染病学会建议将其作为成人导管相关尿路感染的一线治疗方案。建议与甲硝唑联合使用，作为轻中度社区获得性腹腔感染成年患者的几种一线治疗方案之一。IDSA还建议将其与利福平联合作为人工关节感染的一线治疗。美国泌尿学协会建议将左氧氟沙星作为前列腺活检时预防细菌性前列腺炎的一线治疗。自 2004 年起，研究该病症的 NIH 研究网络建议治疗细菌性前列腺炎。
左氧氟沙星和其他氟喹诺酮类药物也被广泛用于治疗简单的社区获得性呼吸道和泌尿道感染，主要医学学会通常建议使用更老、更窄谱的药物，以避免氟喹诺酮耐药性的发展。由于其广泛使用，大肠杆菌和肺炎克雷伯菌等常见病原体已产生耐药性。截至2013年，在许多国家，与这些病原体相关的医疗保健感染的耐药率超过20%。
左氧氟沙星也被用作抗生素滴眼液，以防止细菌感染。与滴眼液或注射单用相比，在白内障手术中使用左氧氟沙星滴眼液，同时注射头孢呋辛或青霉素，可降低发生眼内炎的机会。

### 孕妇及哺乳期妇女
根据FDA批准的处方信息，左氧氟沙星属于妊娠C类。这一分类表明，动物繁殖研究表明对胎儿有不利影响，在人类中没有充分和良好的对照研究，但在某些情况下，对母亲的潜在益处可能超过对胎儿的风险。可用数据表明未出生婴儿的风险较低。妊娠早期接触喹诺酮类药物（包括左氧氟沙星）与死产、早产、出生缺陷或低出生体重的风险增加无关。左氧氟沙星确实渗透到母乳中，尽管母乳喂养婴儿中的左氧氟沙星浓度预计较低。由于对婴儿的潜在风险，制造商不建议哺乳期母亲服用左氧氟沙星。然而，风险似乎很低，在适当监测婴儿的情况下，左氧氟沙星可用于母乳喂养的母亲，并在服用左氧氟沙星后延迟母乳喂养4-6小时。

### 儿童
在大多数国家，左氧氟沙星未被批准用于治疗儿童，除非用于特殊和危及生命的感染，因为左氧氟沙星与该人群的肌肉骨骼损伤风险升高有关，这是左氧氟沙星与其他氟喹诺酮类药物共有的特性。
在美国，左氧氟沙星被批准用于治6个月以上儿童的炭疽和鼠疫。
左氧氟沙星是美国儿科传染病学会和美国传染病学会建议的治疗青霉素耐药肺炎链球菌引起的小儿肺炎的一线药物，也是治疗青霉素敏感病例的二线药物。
在一项研究中，作为三项疗效试验的一部分，对1534名接受左氧氟沙星治疗的青少年患者（6个月至16岁）进行了随访，以评估治疗后12个月内发生的所有肌肉骨骼事件。在12个月的随访中，肌肉骨骼不良事件的累积发生率为3.4%，而在接受其他抗生素治疗的893名患者中为1.8%。在左氧氟沙星治疗组中，大约三分之二的这些肌肉骨骼不良事件发生在前60天，86%为轻度，17%为中度，并且均在无长期后遗症的情况下得到缓解。

### 抗菌谱
左氧氟沙星和新一代氟喹诺酮统称为“呼吸性喹诺酮类”，以区别于早期的氟喹诺酮类药物，后者对重要的呼吸道病原体肺炎链球菌表现出适度的活性。
与环丙沙星等早期氟喹诺酮衍生物相比，该药物对重要的呼吸道病原体肺炎链球菌的活性增强。因此，它与最近开发的氟喹诺酮类药物（如莫西沙星和吉米沙星）一起被视为“呼吸性氟喹诺酮”。与环丙沙星相比，它对革兰氏阴性菌，尤其是铜绿假单胞菌的活性较低，并且缺乏莫西沙星和吉米沙星的耐甲氧西林金黄色葡萄球菌活性。左氧氟沙星对厌氧菌具有中等活性，其抗结核分枝杆菌和其他分枝杆菌（包括鸟分枝杆菌复合物）的效力约为氧氟沙星的两倍。
其活性谱包括引起呼吸道、泌尿道、胃肠道和腹部感染的大多数细菌病原体，包括革兰氏阴性（大肠杆菌、流感嗜血杆菌、克雷伯氏肺炎菌、嗜肺军团菌、卡他莫拉菌、奇异变形杆菌和铜绿假单胞菌）、革兰氏阳性（对甲氧西林敏感但不耐甲氧西林的金黄色葡萄球菌、肺炎链球菌、表皮葡萄球菌、粪肠球菌和化脓性链球菌）和非典型细菌病原体（肺炎衣原体和肺炎支原体）。与环丙沙星等早期氟喹啉类抗生素相比，左氧氟沙星对革兰氏阳性菌的活性更高，但对革兰氏阴性菌，尤其是铜绿假单胞菌的活性较低。

### 耐药性
对氟喹诺酮类药物的耐药性在葡萄球菌和假单胞菌中很常见。抵抗以多种方式发生。一种机制是通过改变拓扑异构酶IV酶。携带Ser-81-->Phe和Ser-79-->Phe突变的肺炎链球菌Gyr A+Par C的双突变形式对环丙沙星的反应性低8到16倍。

## 禁忌症和相互作用
包装插页提到，已知对左氧氟沙星或其他喹诺酮类药物过敏的患者应避免使用左氧氟沙星。
与所有氟喹诺酮类药物一样，左氧氟沙星禁用于癫痫或其他癫痫病患者，以及有喹诺酮类药物相关肌腱断裂病史的患者。
左氧氟沙星可能会延长部分人群的QT间期，尤其是老年人，左氧氟沙星不宜用于有长QT综合征家族史或QT长、慢性低钾的人群，不宜与其他具有 延长QT间期。
与环丙沙星不同，左氧氟沙星似乎不会使药物代谢酶 CYP1A2 失活。 因此，使用这种酶的药物，如茶碱，不会与左氧氟沙星相互作用。它是CYP2C9的弱抑制剂，具有阻止华法林和苯丙香豆素分解的潜力。这可能会导致华法林等药物的更多作用，从而导致更多潜在的副作用，例如出血。
非甾体类抗炎药与大剂量氟喹诺酮类药物联合使用可能导致癫痫发作。
当左氧氟沙星与含有氢氧化镁或氢氧化铝的抗酸剂一起服用时，两者结合形成难以从肠道吸收的不溶性盐。左氧氟沙星的血清峰值浓度可能降低90%或更多，这可能会阻止左氧氟沙星发挥作用。当左氧氟沙星与铁补充剂和含锌的多种维生素一起服用时，也报告了类似的结果。
2011年一项审查氟喹诺酮类药物肌肉骨骼并发症的审查提出了运动员用药指南，呼吁尽可能避免使用所有氟喹诺酮类抗生素，如果使用它们：确保获得肌肉骨骼风险的知情同意，并告知教练组；如果使用氟喹诺酮类药物，请勿使用任何皮质类固醇；在治疗期间考虑膳食补充剂镁和抗氧化剂；减少训练直到抗生素疗程结束，然后小心增加恢复正常；并在课程结束后监测六个月，如果出现症状，则停止所有体育活动。

## 不良反应
不良反应通常为轻度至中度。 然而，有时会出现严重、致残和可能不可逆的不良反应，因此建议限制氟喹诺酮类药物的使用。
其中最突出的是不良反应，该不良反应在 2016 年成为FDA黑框警告的原因。FDA 写道：“FDA的一项安全审查表明，全身使用氟喹诺酮类药物（即片剂、胶囊剂和注射剂）会导致致残和可能同时发生的永久性严重不良反应。这些不良反应可能涉及肌腱、肌肉、关节、神经和中枢神经系统。”在极少数情况下，氟喹诺酮类抗生素（包括左氧氟沙星）可能会发生肌腱炎或肌腱断裂。此类损伤，包括肌腱断裂，在停止治疗后长达 6 个月内观察到； 较高剂量的氟喹诺酮类药物、老年人、移植患者以及当前或历史使用过皮质类固醇的患者风险较高。左氧氟沙星的美国标签还包含一个黑框警告，警告神经系统疾病重症肌无力症状的恶化。同样，英国药品和保健品监管机构的建议警告罕见但致残且可能不可逆的不良反应，并建议限制使用这些药物。增加年龄和使用皮质类固醇似乎会增加肌肉骨骼并发症的风险。
许多其他不常见但严重的不良事件与氟喹诺酮类药物的使用有关，有不同程度的证据支持因果关系。这些包括过敏反应、肝毒性、中枢神经系统影响（包括癫痫发作和精神影响）、QT 间期延长、血糖紊乱和光敏性等。与其他氟喹诺酮类药物相比，左氧氟沙星可能产生更少的这些罕见的严重不良反应。关于左氧氟沙星和其他氟喹诺酮类药物是否以及在何种程度上比其他广谱抗菌药物更频繁地产生严重不良反应，医学文献存在一些分歧。
有一些左氧氟沙星与特发性颅内高压相关的病例报告。
关于更常见的不良反应，在29项临床试验中暴露于左氧氟沙星的7537名患者的汇总结果中，4.3%的患者因药物不良反应而停止治疗。导致停药的最常见不良反应是胃肠道反应，包括恶心、呕吐和便秘。总体而言，7%的患者出现恶心、6%的头痛、5%的腹泻、4%的失眠，以及其他发生率较低的不良反应。
左氧氟沙星或其他广谱抗生素的施用与艰难梭菌相关的腹泻有关，其严重程度可能从轻度腹泻到致命的结肠炎。 氟喹啉给药可能与特别剧毒梭菌菌株的获得和生长有关。
需要更多的研究来确定最佳剂量和治疗时间。

## 过量服用
在动物身上进行的过量实验显示出身体失去控制和下垂、呼吸困难、震颤和抽搐。 超过1500mg/kg口服和250mg/kg IV的剂量在啮齿动物中产生了显着的死亡率。
如果发生急性过量用药，当局建议采用非特定的标准程序，例如排空胃、观察患者和保持适当的水合作用。血液透析或腹膜透析不能有效去除左氧氟沙星。

## 药理

### 作用机制
左氧氟沙星是一种广谱抗生素，对革兰氏阳性菌和革兰氏阴性菌均有效。与所有喹诺酮类药物一样，它通过抑制DNA旋转酶和拓扑异构酶IV（两者皆属细菌IIA型拓扑异构酶）发挥作用。拓扑异构酶IV是分离细菌细胞分裂前已复制（加倍）的DNA所必需的。由于DNA没有被分离，这个过程就停止了，细菌就不能分裂。另一方面，DNA旋转酶负责使DNA超螺旋，使其适合新形成的细胞。这两种机制都相当于杀死细菌。左氧氟沙星起到杀菌剂的作用。
截至2011年，该药物对肌肉骨骼并发症的作用机制尚不清楚。

### 药代动力学
左氧氟沙星在口服给药后迅速且基本完全吸收，其血浆浓度随时间变化的曲线与静脉给药相同量超过60分钟的血浆浓度基本相同。因此，左氧氟沙星的静脉内和口服制剂被认为是可以互换的。左氧氟沙星与体内蛋白质结合的能力范围为24%至38%。
该药物广泛分布到身体组织中。给药后3小时达到皮肤中的峰值水平，超过血浆中的2倍。同样，单次给药后24小时内，肺组织浓度比血浆浓度高2倍至5倍。
单次或多次口服或静脉内给予左氧氟沙星后，左氧氟沙星的平均终末血浆消除半衰期约为6至8小时。消除主要通过尿液中未代谢的药物的排泄而发生。口服给药后，87%的给药剂量在2天内以原形药物形式从尿液中回收。尿液中只有不到5%的去甲基和N-氧化物代谢物是在人体中发现的唯一代谢物。

## 化学
与所有氟喹诺酮类药物一样，左氧氟沙星是一种氟化喹诺酮类羧酸。它是一种手性分子，是外消旋药物氧氟沙星的纯(-)-(S)-对映体。这种对映异构体与 DNA 促旋酶和拓扑异构酶 IV 的结合比其 (+)-(R)-对应物更有效。左氧氟沙星被称为手性开关：这些手性药物已经获得专利，已作为外消旋体或非对映异构体混合物获得专利、批准和销售，但后来被重新开发为纯对映异构体。该分子上的不同官能团包括羟基、羰基和芳环。
该物质用作半水合物，其经验式为 C18H20FN3O4·½H2O，分子量为370.38g/mol。左氧氟沙星为淡黄白色至黄白色结晶或结晶性粉末。合成左氧氟沙星的关键步骤是选择性合成带有手性碳的苯并恶嗪环。

## 历史
左氧氟沙星是第三代氟喹诺酮类药物，是氧氟沙星的异构体之一，是诺氟沙星的广谱构象锁定类似物；氧氟沙星和左氧氟沙星都是由第一三共的科学家合成和开发的。第一制药的科学家们知道氧氟沙星是外消旋体，但试图分离这两种异构体没有成功；1985年，他们成功地分别合成了纯左旋形式，并表明它比另一种形式毒性更小，效力更强。
它于1993年首次获准在日本上市，用于口服给药，第一制药以Cravit品牌在日本上市。第一制药与强生公司合作，于1996年以商品名Levaquin获得FDA批准，用于治疗细菌性鼻窦炎、支气管炎细菌性加重、社区获得性肺炎、单纯性皮肤感染、复杂性尿路感染和急性肾盂肾炎。
左氧氟沙星由赛诺菲根据1993年与第一制药签署的许可协议以Tavanic品牌销售。
此时，左氧氟沙星已成为重要药物。2009年，仅强生公司的左氧氟沙星和氧氟沙星在全球的总销售额就达16亿美元。

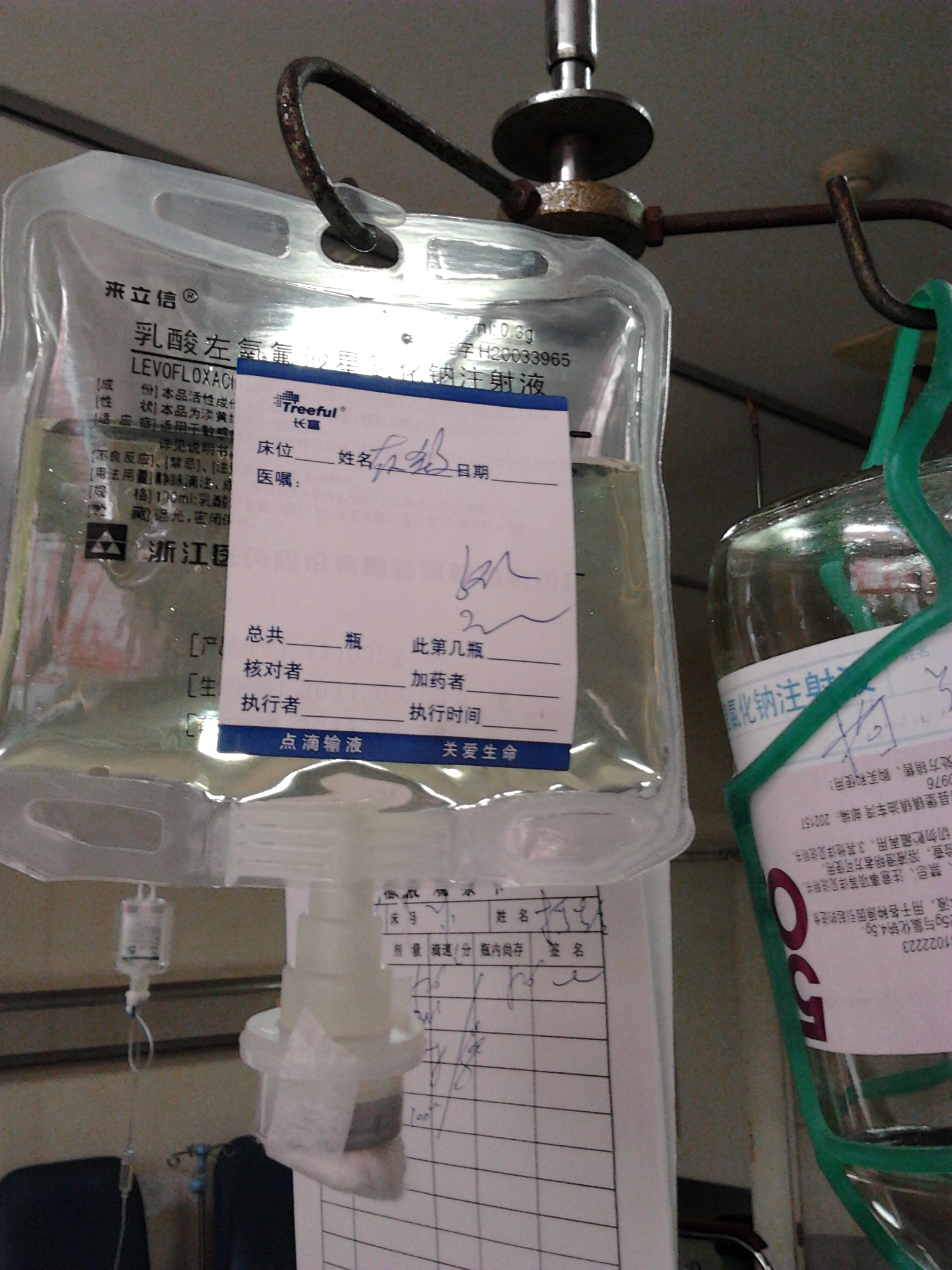
左氧氟沙星氯化钠注射液，规格为100mL/750mg

根据药品价格竞争与专利期补偿法案的规定，美国专利商标局将左氧氟沙星美国专利的期限延长了810天，因此该专利将在2010年而不是2008年到期。
这一延期受到仿制药制造商Lupin Pharmaceuticals的质疑，该公司没有质疑专利的有效性，而只是质疑专利延期的有效性，认为该专利不涵盖“产品”，因此药品价格竞争与专利期补偿法案不适用于扩展名。
联邦专利法院作出有利于强生和第一制药的裁决，左氧氟沙星的仿制药直到2009年才进入美国市场。

## 使用

### 剂型
左氧氟沙星有片剂、注射剂和口服溶液。

### 使用情况
FDA估计，2011年，美国有超过2300万张氟喹诺酮类门诊处方，其中左氧氟沙星占28%。

### 诉讼
截至2012年，强生公司面临大约3400起州和联邦诉讼，这些诉讼由声称左氧氟沙星造成肌腱损伤的人提起；约1900人在明尼苏达州美国地方法院的集体诉讼中待决，约1500人在新泽西州地方法院待决。
2012年10月，强生在明尼苏达州的诉讼中解决了845起案件，此前强生公司在前四起案件中的三起胜诉，进入审判阶段。 截至2014年5月，除363起案件外，其余案件均已结案或宣判。